# Cuatetes de Acapulco FC
Cuatetes de Guerrero Fútbol Club fue un club profesional de fútbol mexicano que jugó en la Serie B de México. Fue fundado en 2016 y jugó en la ciudad de Acapulco, Guerrero, México.

## Historia

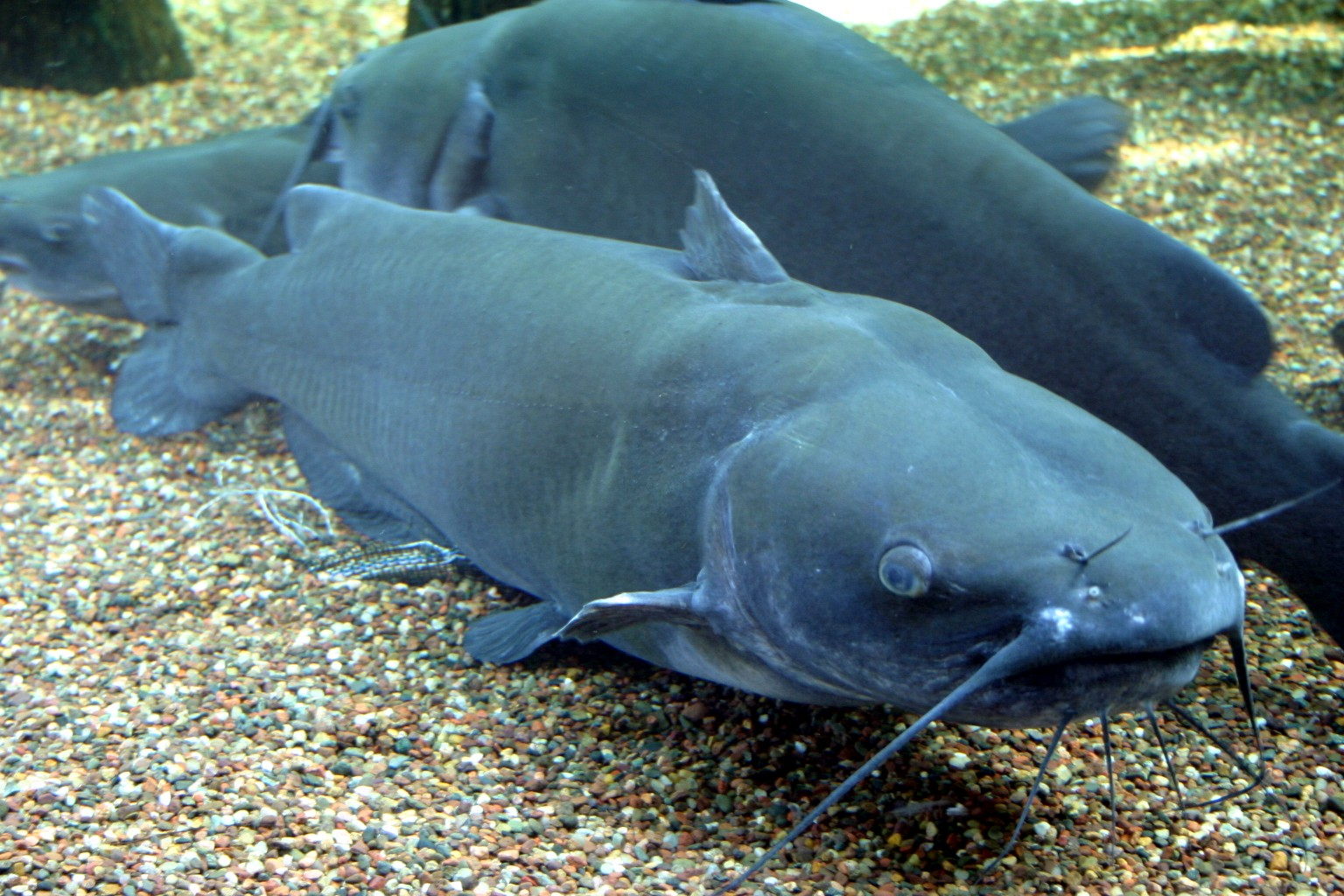
Cuatete, mascota del club.

El equipo se fundó en 2016 como Cuatetes de Acapulco. A partir del 2017 el equipo cambia ligeramente su nombre a Cuatetes de Guerrero. En marzo de 2018 se anunció que el equipo sería sometido a un proceso de desafiliación por parte de la Federación Mexicana de Fútbol luego de cometer una serie de irregularidades en el registro de jugadores y cuerpo técnico.

## Estadio
El equipo jugaba como local en la Unidad Deportiva Acapulco de Acapulco, Guerrero.
- Estadio Unidad Deportiva Acapulco (2016—2018)

## Uniforme
| Indumentaria                                                          |                   |
| \| Periodo \| Proveedor \| \| ------- \| --------- \| \| 2016 - \| \| |                   |
| Periodo                                                               | Proveedor         |
| 2016 -                                                                | Bandera de Italia |

| Patrocinadores |                        |
| \| Periodo \| Patrocinador Principal \| \| ----------- \| ---------------------- \| \| 2016 - 2018 \| Gobierno de Acapulco \| |                        |
| Periodo | Patrocinador Principal |
| 2016 - 2018 | Gobierno de Acapulco   |

## Palmarés
| Competición nacional | Títulos | Subcampeonatos |
| -------------------- | ------- | -------------- |
| Segunda Serie B      |         |                |

## Temporadas
| Apertura 2016 | 4.Segunda Serie B | 13°           |
| Clausura 2017 | 4.Segunda Serie B | 10°           |
| Apertura 2017 | 4.Segunda Serie B | 14o. Grupo II |
| Clausura 2018 | 4.Segunda Serie B | 14o. Grupo II |